# Colin Clive
Colin Clive (20 de enero de 1900 - 25 de junio de 1937) fue un actor de cine y teatro británico, aunque nació en Francia. 
Es conocido principalmente por su interpretación del Dr. Henry Frankenstein en las películas Frankenstein (1931) y La novia de Frankenstein (1935), de Universal Pictures.

## Biografía
Clive nació en la comuna francesa de Saint-Malo, siendo hijo de un coronel británico. Asistió a la Real Academia de Sandhurst, pero una lesión en la rodilla impidió que siguiera una carrera militar, optando por convertirse en actor. Uno de sus primeros roles fue Steve Baker en la obra Show Boat, donde participó con actores como Cedric Hardwicke y Paul Robeson. Posteriormente actuó en la obra Journey's End. En 1930 realizó su debut en la industria del cine con la adaptación cinematográfica de aquella obra. La cinta fue dirigida por James Whale.
Al año siguiente protagonizó la película de Whale Frankenstein, interpretando al Dr. Henry Frankenstein. Cuatro años más tarde volvió al rol con la secuela La novia de Frankenstein, también dirigida por James Whale. En 1934 participó en Jane Eyre, una adaptación cinematográfica de la novela homónima.
Clive falleció en 1937, a los 37 años de edad, producto de una tuberculosis.

## Filmografía
- Journey's End (1930)
- El doctor Frankenstein / Frankenstein, el autor del monstruo (Frankenstein, 1931)
- The Stronger Sex (1931)
- Lily Christine (1932)
- Hacia las alturas (Christopher Strong, 1933)
- El futuro es nuestro (Looking Forward, 1933)
- The Key (1934)
- Estigma liberador (One More River, 1934)
- Jane Eyre (1934)
- Clive de la India (Clive of India, 1935)
- The Right to Live (1935)
- La novia de Frankenstein (Bride of Frankenstein, 1935)
- La chica de la Décima Avenida / No cedo a mi marido (The Girl from 10th Avenue, 1935)
- Las manos de Orlac (Mad Love, 1935)
- Desbanqué Montecarlo (The Man Who Broke the Bank at Monte Carlo, 1935)
- The Widow from Monte Carlo (1935)
- Cena de medianoche (History Is Made at Night, 1937)
- The Woman I Love (1937)